# Warwick Mountain
Warwick Mountain är ett berg i Kanada.   Det ligger i provinsen Alberta, i den centrala delen av landet, 3 100 km väster om huvudstaden Ottawa. Toppen på Warwick Mountain är 2 906 meter över havet, eller 561 meter över den omgivande terrängen. Bredden vid basen är 3,7 km.
Terrängen runt Warwick Mountain är huvudsakligen bergig, men åt nordväst är den kuperad.Trakten runt Warwick Mountain är nära nog obefolkad, med mindre än två invånare per kvadratkilometer.. Det finns inga samhällen i närheten. 
Trakten runt Warwick Mountain är permanent täckt av is och snö.